# Styrketræning
 Der er for få eller ingen kildehenvisninger i denne artikel, hvilket er et problem. Du kan hjælpe ved at angive troværdige kilder til de påstande, som fremføres i artiklen.

Styrketræning er fællesbetegnelse for en række fysiske øvelser, hvori en udøver styrker sin muskulatur. Øvelserne omfatter blandt andet styrkelse af biceps, triceps, lår, bryst, mave og ryg. Nogle øvelser styrker en specifik muskel, mens andre styrker en eller flere muskelgrupper. De øvelser som styrker specifikke muskler kaldes isolationsøvelser, mens de øvelser som styrker flere muskelgrupper på samme tid, kaldes flerledsøvelser eller basisøvelser.[kilde mangler] Normalt anbefales det at fokusere på basisøvelser, hvis man vil være større og stærkere, da de typisk har langt det største udviklingspotentiale. Det anbefales at løfte 70 % af den vægt man maksimalt kan løfte, for at opnå den største effekt.[kilde mangler]
Diverse øvelser kan udøves uden maskiner eller redskaber, herunder armbøjninger og maverulninger, men udstyr kan også anskaffes til hjemmet eller lånes hos et motionscenter. Styrketræning bliver desuden ofte kombineret med konditionstræning.
Nogle udøvere har et træningsprogram de bruger i træningen for at optimere træningen gennem en forbedret struktur.
Når man styrketræner for at blive stærkere ønsker man ofte at belaste musklen, sådan at kroppen bygger musklen op igen, hvilket gør at du får større og stærkere muskler. Man anbefaler derfor ikke, at man træner mens man er øm i musklen, da kroppen er ved at bygge den op igen.
Afhængig af hvilken form for styrketræning man udøver ændres træningsprincipperne sig gradvist, og i dag er de mest almindelig former for styrkende træning:
- Bodybuilding
- Calisthenics
- Yoga
- Crossfit
- Vægtløftning.

Til fælles har de alle, at man gradvist øger vægtbelastning, enten med egen krop eller med dedikeret træningsudstyr. Calisthenics adskiller sig især ved at man aktivere både større og mindre muskelgrupper på en gang, og at man samtidig gennemgår hele kroppen i en enkelt træning.[kilde mangler]

## Helbredmæssige effekter
Viden om styrketrænings effekt på sundhed er i rivende udvikling. Forskning fra Syddansk Universitet og Harvard School of Public Health viser, at styrketræning kan bruges til at forebygge diabetes. Forskere fra Sydney University har påvist, at der er en direkte sammenhæng imellem en øgning i muskelmasse, styrke og en bedre hjernefunktion hos 55 - 86 år med symptomer på Alzheimers.